# Consiliul Național al Audiovizualului
Consiliul Național al Audiovizualului (prescurtat CNA) este o autoritate publică autonomă însărcinată cu apărarea interesului public în domeniul serviciilor de programe audiovizuale (radio, televiziune). CNA-ul este subordonat Parlamentului României, căruia îi prezintă un raport anual și care numește cei 11 membri ai consiliului pe mandate de câte 6 ani.

## Sarcinile legale ale CNA-ului
Obiectul de activitate al acestui organism este stabilit prin Legea audiovizualului. Aceasta precizează că CNA-ul asigură:
- respectarea exprimării pluraliste de idei și de opinii în programele transmise de operatorii de radiodifuziune aflați sub jurisdicția României;
- pluralismul surselor de informare și libera concurență în domeniul audiovizual;
- protejarea culturii și a limbii române, a culturii și limbilor minorităților naționale;
- un raport echilibrat între serviciile naționale de radiodifuziune și serviciile locale, regionale ori tematice;
- protejarea minorilor;
- apărarea demnității umane;
- transparența mijloacelor comunicării de masă din sectorul audiovizual.

CNA mai poate emite norme cu privire la:
- publicitatea audiovizuală și teleshopping;
- programarea și difuzarea emisiunilor privind campaniile electorale;
- responsabilitățile culturale ale operatorilor de radiodifuziune.

Tot CNA-ul eliberează, prin concurs: licențe audiovizuale, autorizații de retransmisie și decizii de autorizare audiovizuală.

## Critici
Activitatea CNA-ului și chiar existența organizației a fost criticată pentru instituirea cenzurii și încălcarea libertății de
exprimare. De asemenea, organizația a fost acuzată de favoritism politic, de faptul că, datorită modului în care sunt numiți membri CNA, deciziile tind să fie preponderent de partea intereselor puterii. CNA-ul a fost criticat și pentru că a oprit Realitatea TV timp de 10 minute pentru că, după cum au spus ei, postul TV nu a asigurat informarea obiectivă a publicului prin prezentarea corectă a faptelor și evenimentelor de pe 10 august.

## Interdicții notabile realizate de CNA
- Oprirea postului de televiziune Omega TV în 2002, ca urmare a apariției pe post a unor critici la adresa guvernului lui Adrian Năstase.[4]
- Interzicerea serialului de desene animate South Park în anul 2000.
- Interzicerea clipului "Alege-ți stăpânii cu grijă", realizat de Antena 3, cu ocazia alegerilor din 2008.[6]
- Interzicerea clipului "Corul vânătorilor" realizat de Academia Cațavencu, cu ocazia alegerilor din 2008, ca reclamă la proiectul lor: "Lista candidaților pătați".
- O serie de clipuri muzicale realizate de: Paraziții, Voltaj, Laura Andreșan[7], Ombladon [8] și VERBAL.[9]
- Închiderea posturilor deținute de Dan Diaconescu (DDTV și OTV).

## Marcaje de avertizare
AP – (Acest program poate fi vizionat de copiii în vârstă de până la 12 ani numai cu acordul sau împreună cu părinții ori familia.) 
12 – (Acest program este interzis copiilor sub 12 ani.) 
Art. 23 alin. 1: "Programele 12 se difuzează numai după ora 20:00, și vor fi însoțite permanent de un semn de avertizare reprezentând un cerc de culoare albă, iar în interiorul acestuia, pe fond transparent, numărul 12 de culoare albă."  
15 – (Acest program este interzis copiilor sub 15 ani.)
Art. 24 alin. 1: "Programele 15 se difuzează numai între orele 23:00 și 06:00, și vor fi însoțite permanent de un semn de avertizare reprezentând un cerc de culoare albă, iar în interiorul acestuia, pe fond transparent, numărul 15 de culoare albă; fac excepție de la intervalul orar filmele artistice, serialele și cele documentare clasificate 15, în cazul cărora intervalul permis de difuzare este 22:00 și 06:00."
18 – (Acest program este interzis copiilor sub 18 ani.) 
Art. 25 alin. 1: "Programele 18 se difuzează numai între orele 01:00 și 06:00, și vor fi însoțite permanent de un semn de avertizare reprezentând un cerc de culoare albă, iar în interiorul acestuia, pe fond transparent, numărul 18 de culoare albă." 

## Alte prevederi din Legea audiovizualului
- Art. 3 (alin. 2): "Toți furnizorii de servicii media audiovizuale au obligația să asigure informarea obiectivă a publicului prin prezentarea corectă a faptelor și evenimentelor și să favorizeze libera formare a opiniilor."
- Art. 24 (alin. 1): "O corectă încadrare a producției în raport de criteriile de clasificare permite difuzarea serialelor interzise minorilor sub 15 ani în intervalul orar 22.00-06.00."
- Art. 29 (alin. 3): "Comunicările comerciale audiovizuale cu conținut comercial mascat sunt interzise."
- Art. 29 (alin. 2): "Înainte de difuzarea unor imagini șocante, a unor scene de violență sau cu impact emoțional negativ care pot impresiona în mod neplăcut telespectatorii, aceștia vor fi avertizați verbal: "Atenție! Imagini care vă pot afecta emoțional.", mențiune ce va fi și afișată static și lizibil; radiodifuzorii nu pot prezenta scene de violență în mod repetat în cadrul aceleiași producții audiovizuale."
- Art. 33: "Difuzarea de știri, dezbateri, anchete sau de reportaje audiovizuale care constituie imixtiuni în viața privată și de familie a persoanei, fără acordul acesteia, este interzisă."
- Art. 39 alin. 2: "Difuzarea în serviciile de televiziune și de radiodifuziune a programelor care pot afecta dezvoltarea fizică, mentală sau morală a minorilor se poate face numai dacă, prin alegerea intervalului orar de difuzare, prin codare sau ca efect al altor sisteme de acces condiționat, se asigură faptul că minorii din zona de transmisie, în situații normale, nu pot auzi sau vedea emisiunile respective."
- Art. 64: "Informarea cu privire la un subiect, fapt sau eveniment trebuie să fie corectă, verificată și prezentată în mod imparțial și cu bună-credință."
- Art. 65: "Radiodifuzorii trebuie să asigure rigoare și acuratețe în redactarea și prezentarea știrilor."
- Art. 7 alin. 1: "Știrile sau relatările referitoare la acte de violență sau de natură sexuală din instituțiile de învățământ vor fi difuzate numai împreună cu punctul de vedere al conducerii școlii și cu acordul părinților ori ai reprezentațiilor legali ai minorului."
- Art. 30: "Radiodifuzorii au obligația de a respecta drepturile și libertățile fundamentale ale omului, viața privată, onoarea și reputația, precum și dreptul la propria imagine."
- Art. 40 alin. 5: "Moderatorii, prezentatorii și realizatorii programelor au obligația să nu folosească și să nu permită invitaților să folosească un limbaj injurios sau să instige la violență."
- Art. 40 (alin. 2): "Pentru respectarea dreptului la propria imagine, în cazul în care acuzațiile privind fapte sau comportamente ilegale ori imorale la adresa unei persoane sunt aduse de furnizorul de servicii media audiovizuale, acesta trebuie să respecte principiul audiatur et altera pars; respectarea acestui principiu presupune condiții nediscriminatorii de exprimare până la finalul aceluiași program în cadrul cărora s-au făcut acuzațiile, iar în situația în care persoana vizată refuză să prezinte un punct de vedere, trebuie precizat acest fapt."
- Art. 47: "Sunt interzise în programele audiovizuale afirmații defăimătoare generalizatoare la adresa unui grup/comunități definit(e) de gen, vârstă, rasă, etnie, naționalitate, cetățenie, credințe religioase, orientare sexuală, nivel de educație, categorie socială, afecțiuni medicale sau caracteristici fizice."
- Art. 18: "Între orele 06:00 și 23:00 nu pot fi difuzate producții care prezintă violență fizică, psihică sau de limbaj, în mod repetat sau cu un grad mare de intensitate sau gravitate ori cele care prezintă scene de sex, limbaj sau comportament trivial, vulgar sau obscen."
- Art. 91: "Câștigurile sau premiile sunt atribuite în baza unui regulament adus la cunoștința publicului."
- Art. 101 alin. 6: "Emisiunile de jocuri și concursuri interactive, cu premii în bani, la care publicul este invitat să participe prin intermediul mijloacelor electronice de comunicare, pot fi difuzate numai în direct și numai între orele 22:00 și 06.00." [10]
- Art. 101 (alin. 7): "Este interzisă solicitarea insistent adresată publicului de a participa la astfel de jocuri și de concursuri."
- Art. 109: "Radiodifuzorul poate difuza inserturi grafice publicitare numai în momentul în care se înlocuiește un jucător sau când se modifică scorul, insertul nu poate avea o durată mai mare de 10 secunde, iar dimensiunea și transparența casetei grafice nu trebuie să afecteze vizibilitatea celorlalte informații prezentate pe ecran, ori integritatea sau valoarea competiției sportive în care este plasată."
- Art. 139: "Publicitatea, pozitivă sau negativă, în legătură cu partide politice, oameni politici, mesaje politice este interzisă, cu excepția perioadelor de campanie electorală."
- Art. 113: "Reclamele pentru băuturi spirtoase se vor difuza numai după ora 22:00. Între orele 06:00 și 22:00 este interzisă orice formă de publicitate la băuturi spirtoase."
- Art. 116: "Calupurile publicitare care se promovează băuturi spirtoase se vor încheia cu avertismentul sonor și vizual "Consumul excesiv de alcool dăunează grav sănătății", însă după ora 22:00."
- Art. 28: "La sfârșitul calupurilor publicitare, difuzate între orele 18:00 și 22:00, cu excepția programelor dedicate copiilor, posturile de televiziune și radio sunt obligate să difuzeze următorul mesaj de avertizare: Actul sexual comis de un major cu un minor sub 16 ani constituie viol, dacă diferența de vârstă este mai mare de 5 ani, și se pedepsește cu închisoarea."[11]
- Art. 42: "În cadrul difuzării în cadrul serviciilor de televiziune și de radiodifuziune a programelor care abordează tema violenței domestice este obligatoriu să se asigure informarea victimelor violenței domestice asupra existenței numărului de telefon: TelVerde Destinat Victimelor Violenței Domestice."
- Art: 78 "La difuzarea în reluare a programelor se va face mențiunea "Reluare" pe întreaga durată a difuzării acestora, cu excepția operelor cinematografice"

## Președinți
- Titus Raveica (1992-1996)[12]
- Mircea Sorin Moldovan (1996-2000)[12]
- Șerban Madgearu (2000-2002)[12]
- Ralu Filip (2002-2007)[12]
- Răsvan Popescu (2007-2012)
- Laura Georgescu (2012-2019)[13]
- Monica Maria Gubernat (2019-2021)
- Cristina Pocora (2021 - 2023)[14]
- Monica Maria Gubernat (2023 - prezent)